# شری موهان جین
پروفسور شری موهان جین یک دانشمند بیوتکنولوژی گیاهی هندی می باشد. وی چندین سال برای آژانس بین المللی انرژی اتمی در وین مشغول کار بود. وی درباره غذای اصلاح شده ژنتیکی ، مرمتجهش ، گیاهان زینتی ، نخل خرما و میوه های گرمسیری مثل موز پژوهش هایی انجام داده. جین تاکنون ۴۴ کتاب فروخته شده بین المللی را ویرایش کرده است.
جین در نسخه سیزدهم مارکی چه شخصی است در جهان، ۱۹۹۶ و چه شخصی چه کسی در علوم و مهندسی، ویرایش چهارم، ۱۹۹۷ لیست بندی گردیده است.

## حوزه های پژوهشی

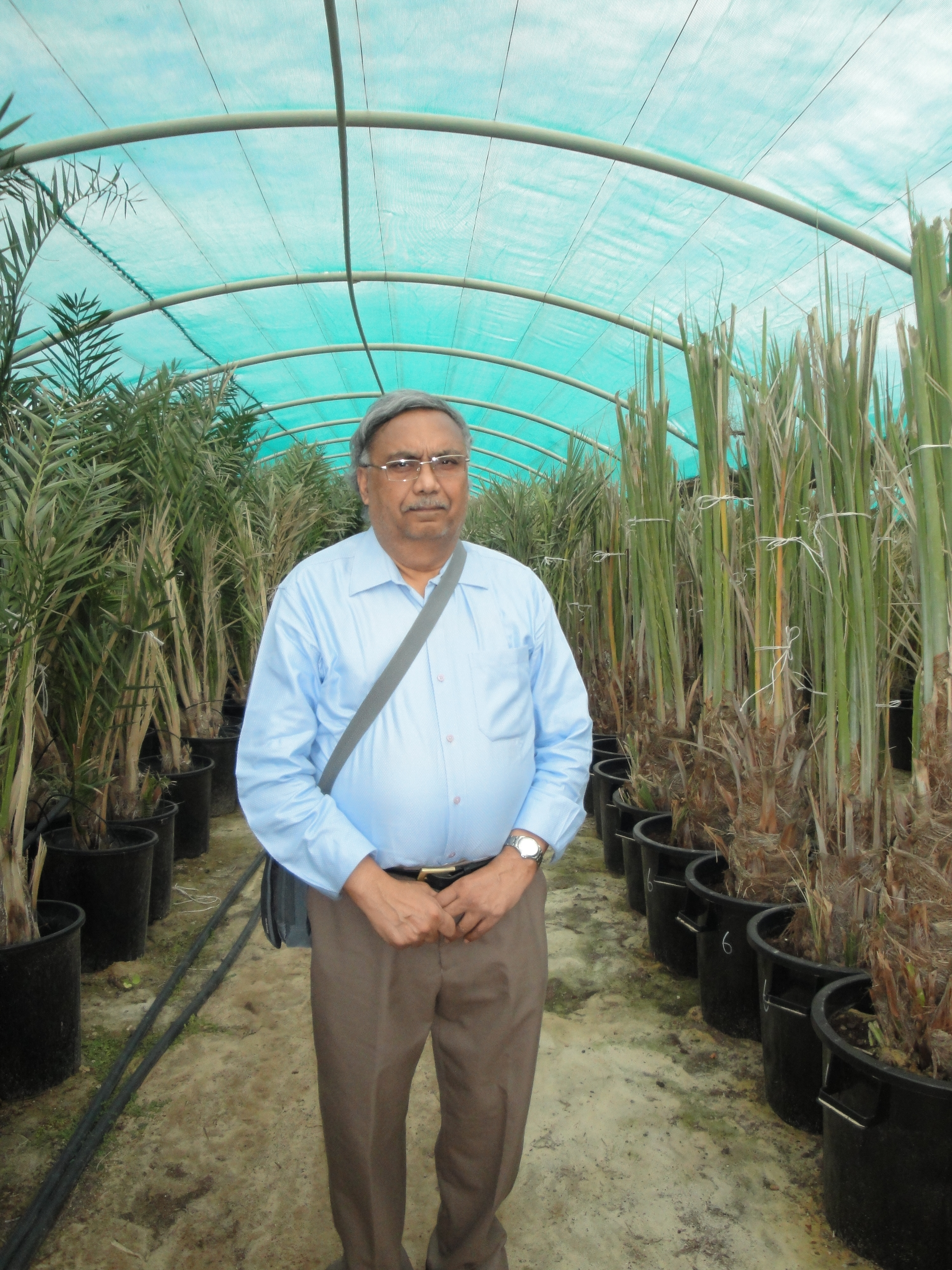
شری موهان جین در حال پژوهش در باره نخل خرما در کویت در سال ۲۰۱۳

وابستگی پژوهش کردن دکتر جین همانند نخل خرما ، آربکینا ، و موز و چنار می باشد تا با نگرش های نوآورانه و پرورش مرسوم، محصولی مقاوم تر و سودآورتر تشکیل دهد. سایر شالوده های پژوهشی مهم سیب زمینی و گیاهان زینتی مثل گل رز ، بگونیا ، ارکیده ، بنفشه آفریقایی و براسیکا می باشند.